# Musique des Samoa

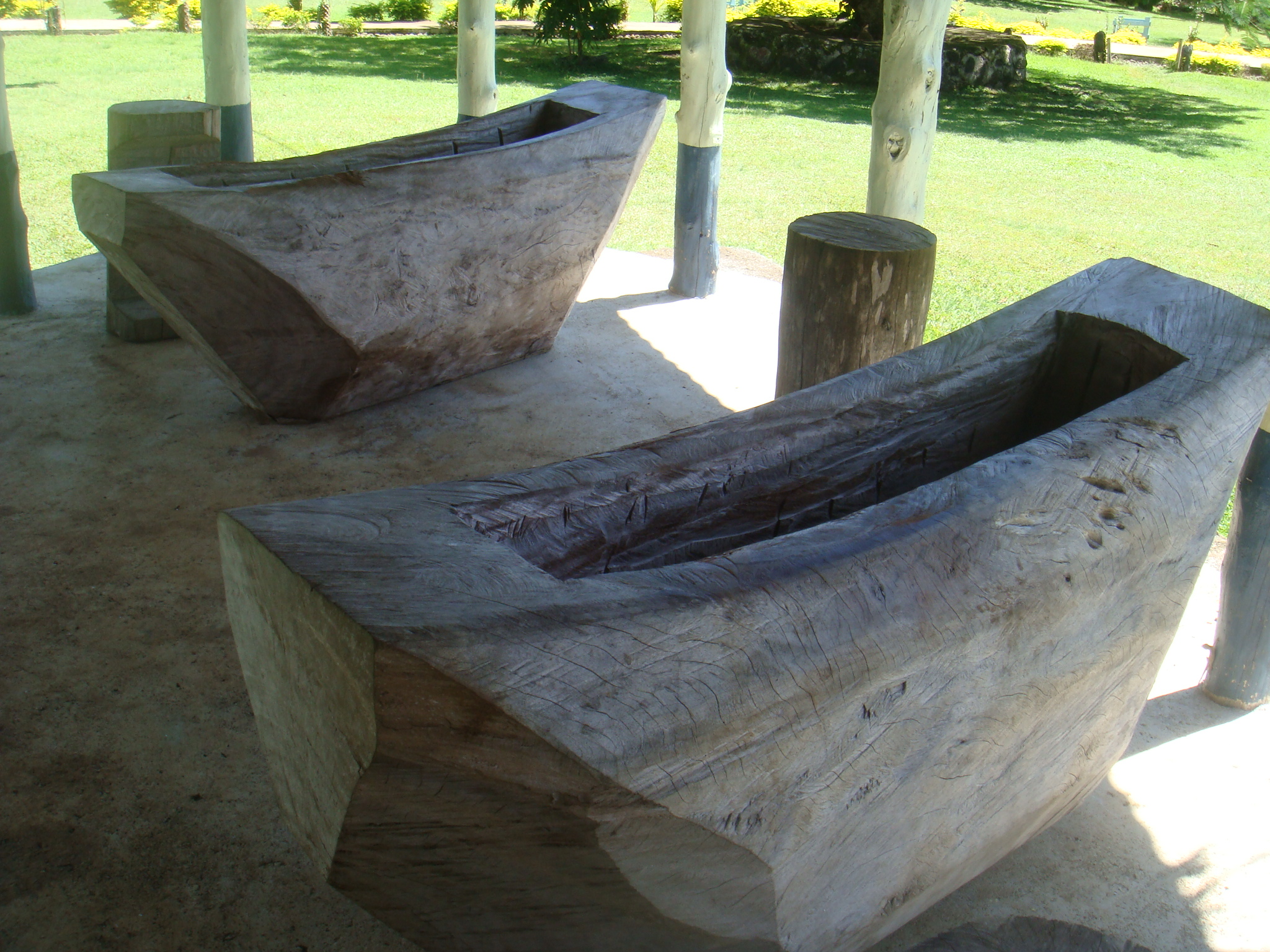
Deux lali, des tambours à fente, au Piula Theological College, Samoa.

La musique des Samoa est un mélange complexe de cultures et de traditions, avec deux composantes importantes : un substrat pré-contact et une influence post-contact européen. La musique traditionnelle des Samoa fait partie des musiques polynésiennes et repose sur des instruments de musique tels que le fala et différentes sortes de tambours à fente.
Depuis la colonisation américaine, la musique des Samoa s’est mondialisée avec l’intégration de styles musicaux tels que le rap et le hip hop.

## Instruments traditionnels
Les tambours à fente des Samoa sont utilisés depuis des millénaires. Ils ont de multiples usages comme sonner les rassemblements villageois, annoncer la guerre, accompagner les chants et danses et envoyer des messages longue distance lors de navigation maritime. De nos jours ils sont principalement utilisés pour les cérémonies royales et celles d’autres dignitaires de haut rang ainsi que pour les pratiques religieuses.

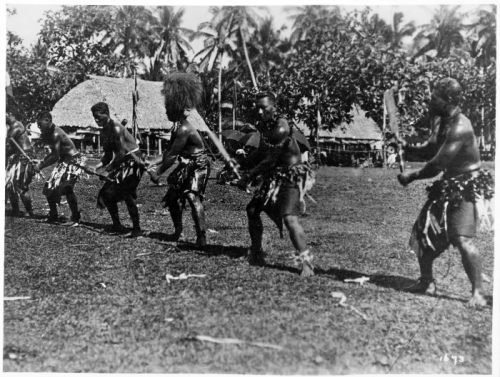
Guerriers samoans réalisant la danse du ai loa, 1868.

Les autres instruments de musique traditionnels des Samoa sont principalement la conque (coquillage), le fala (natte enroulée) accompagnant le chant choral, ainsi qu’une sorte de table d’harmonie accompagnant parfois la récitation de poésie. La musique en petit comité se joue à l’aide de guimbardes, de flûtes de pan et de flûtes nasales.
Les cinq principales versions de tambour à fente sont décrites ci-dessous, du plus grand au plus petit.

### Logo
Il est creusé dans un arbre tombé. Il ne peut être joué que percuté par le côté, par exemple en faisant glisser le bâton de percussion le long du sommet du tambour jusqu’à percuté la lèvre opposée de la fente. Le logo était autrefois utilisé pour annoncer le roi des Samoa et les grands chefs. Il était également utilisé pour annoncer les attaques et envoyer des signaux en temps de guerre. (voir Histoire des Samoa)

### Lali
Le lali se joue toujours par paire, avec deux percussionnistes. Le premier musicien joue sur le tambour le plus grand, appelée tatasi, l’autre sur le plus petit appelé talua. Les baguettes sont identiques, appelées auta. Le lali a probablement été importé depuis les îles Fidji et Tonga, bien avant l’arrivée des Européens.

### Talipalau
C’est un tambour à peau importé aux Samoa depuis la Polynésie orientale dans les années 1800, probablement par des missionnaires européens.

### Pate

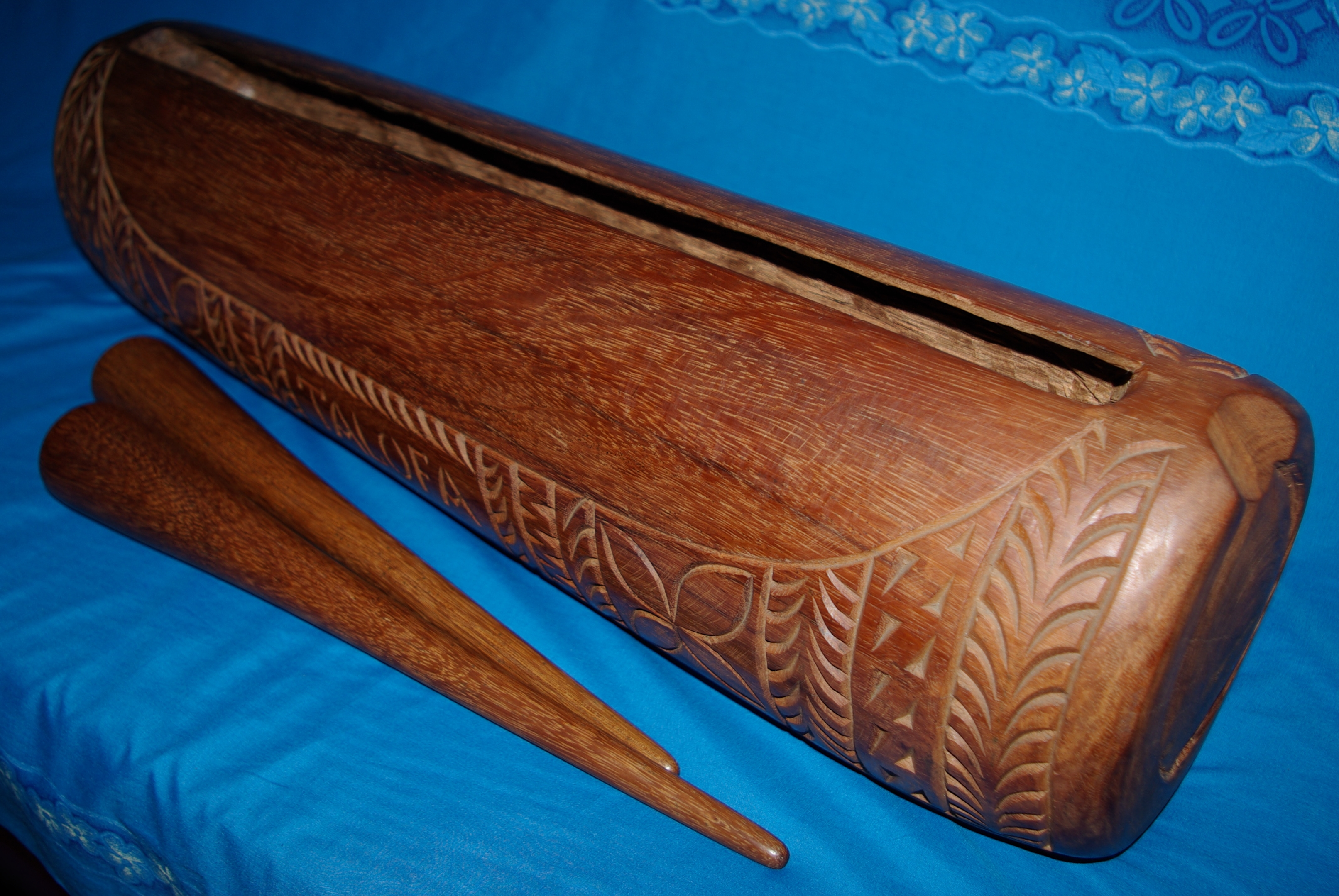
Pātē samoan.

Le pate ou to'ere est un petit tambour pouvant être tenu dans la main. Il est apprécié pour sa maniabilité et ses variations de ton. Il a été importé de Tahiti dans les années 1800, probablement par des missionnaires britanniques.

### Nafa
C’est un tambour autochtone des Samoa, ressemblant à un petit pate et construit dans le même bois de milo. Maintenant désuet, seul son nom demeure dans certaines expressions orales.

## Après le contact avec les Européens
Avec l'introduction du christianisme, surtout après l'arrivée des missionnaires de la LMS en 1830, la musique des Samoa se voit grandement influencée par l'hymnodie évangélique occidentale et la musique populaire, en particulier la musique populaire nord-américaine. Deux instruments à cordes deviennent rapidement populaires dans les îles : la guitare (kitara) puis au début du XXe siècle l'ukulélé. À la fin du XIXe siècle, des fanfares de style européen font leur apparition dans les grandes villes.

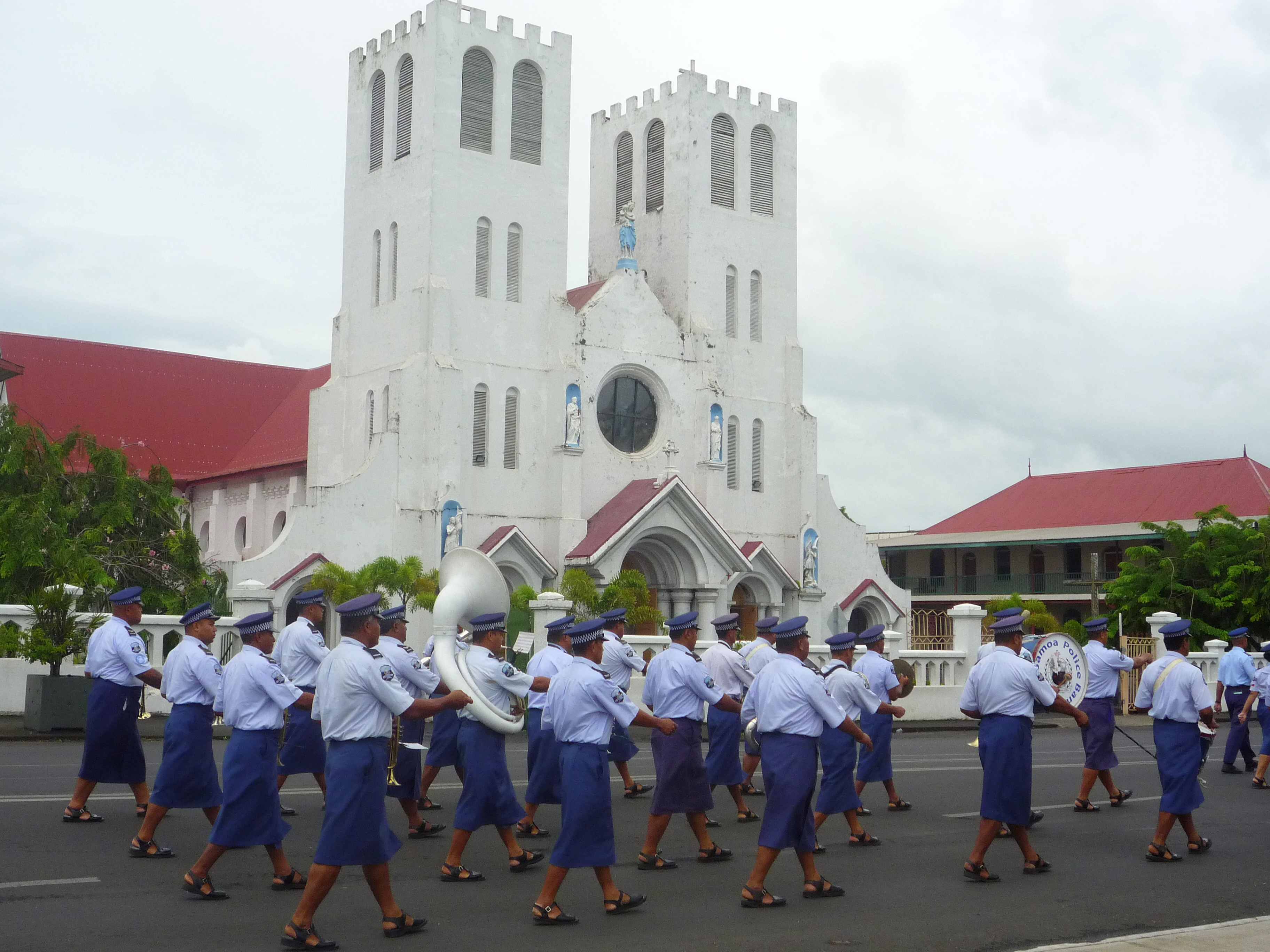
La fanfare de la police samoane défile à Apia pour la cérémonie de lever du drapeau. Le groupe défile tous les matins du lundi au vendredi.

Au fur et à mesure que les îles sont christianisées à la fin du XIXe siècle, les chants anciens, accompagnés du son percussif des bâtons battant sur une fala, cèdent leur place aux chœurs d'église chantant aux harmonies des orgues à pédales. Bien plus tard, les transmissions radiophoniques apportent plus de variété, à mesure que les artistes locaux et le public embrassent chaque vague de « nouvelle » musique. L'arrivée du Corps des Marines des États-Unis pendant la Seconde Guerre mondiale contribue à solidifier l'affinité pour la musique populaire américaine. De cette époque jusqu'à aujourd'hui, de nombreux groupes copient ou imitent cette musique. Il est courant et bien accepté que les compositeurs de musique samoans reprennent une chanson occidentale, remplacent les paroles par des mots samoans et réintroduisent la mélodie comme originale. La guitare et l'ukulélé sont devenus les instruments habituels pour composer et interpréter de la musique. Ce son est désormais souvent remplacé par le clavier électronique et le multiplex de sons et de faux instruments disponibles avec celui-ci. De nombreux musiciens samoans actuels « améliorent » les vieux airs samoans avec la nouvelle technologie, ou imitent et copient la musique populaire américaine.

## Musique moderne
La pop et le rock modernes ont un large public aux Samoa, tout comme plusieurs groupes autochtones, qui ont abandonné la plupart des éléments de la musique traditionnelle samoane, bien que quelques artistes folkloriques persistent. Certains musiciens pop néo-zélandais ont appris de nouveaux styles de danse lors de séjours dans les îles Samoa, un des premiers lieus importants de la diffusion de la danse de rue américaine.
Plus récemment,[Quand ?] il y a une résurgence de vieilles chansons samoanes, remixées dans le style du reggae hawaïen, mais avec quelques éléments traditionnels, comme l'utilisation du pate et la structure d'accords. La Nouvelle-Zélande continue de produire des stars samoanes populaires modernes, telles que Jamoa Jam et Pacific Soul . Même les hymnes traditionnels ( pese lotu ) ont connu de nombreux changements. Certains groupes pop, comme le RSA Band et le Mount Vaea Band, sont associés à des groupes hôteliers qui organisent concerts et tournées. Les musiciens pop les plus connus se nomment Lole, Golden Ali'is, The Five Stars et Jerome Gray, dont la chanson "We Are Samoa" reste un hymne national non officiel. Un groupe samoan appelé Le Pasefika, allant à contre-courant de la tendance actuelle en ne jouant que de la musique ancienne, est devenu le groupe samoan le plus vendu aux États-Unis.
Les près de trois décennies d'implication des Samoans dans la danse de rue et la musique rap aux États-Unis ont eu un impact significatif sur la production culturelle dans les endroits où les Samoans se sont installés, en particulier en Nouvelle-Zélande. Au début des années 1980, Footsoulijah, quatre artistes samoans de Wellington, attribuent aux Blue City Strutters, qui deviendront plus tard le groupe hip-hop Boo-Yah TRIBE, la diffusion de leur intérêt de toujours pour la danse de rue et de leur éventuelle attirance vers le hip-hop. Footsoulijah est animé et coloré, et se produit toujours en tenue de camouflage, qui représente son nom militariste. Le groupe a composé l'hymne « Represent for My People », qui comprend le refrain « Toujours représenter pour mes peuples / Insulaires du Pacifique de sol étranger / style mortel / jetez un œil alors que nous entrons dans le prochain chapitre / retournez le scénario / Le polynésien est ma saveur ».

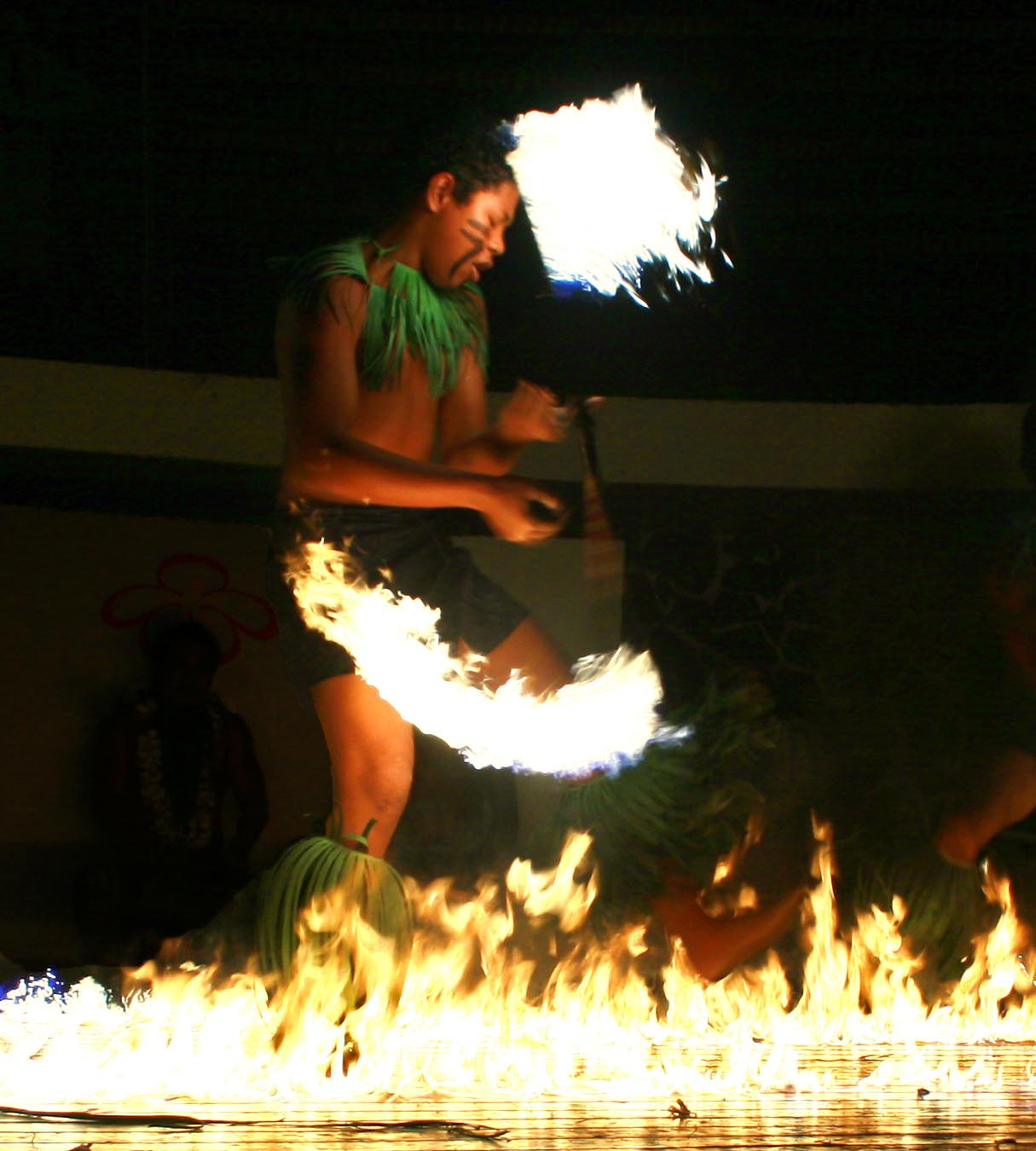
Jeune homme réalisant la danse du feu, Apia, 2007.

Il existe actuellement une dichotomie entre l'ancien et le nouveau dans les aspects culturels de la vie samoane, en particulier dans la danse. Certains affirment : « Alors que la musique samoane a adopté les guitares et autres instruments de musique, la danse, qui repose uniquement sur le corps de l'interprète (à quelques exceptions près : la danse du feu, la danse du couteau, etc.) exige toujours que l'interprète conserve la grâce et bouge ses bras et ses mains de la manière admise ». Cependant un article du National Geographic de 1985 montre une « juxtaposition de « tradition » et de « modernité » avec deux photographies nettement différentes de la jeunesse samoane. »  Une photographie montre un enfant samoan en costume traditionnel et dansant de manière traditionnelle ; l'autre montre un jeune habillé dans une danse typique du style hip-hop.
Une communauté de Samoans ayant quitté les îles dans les années 1950 à 1970 s'est formé autour de Carson en Californie. Le boogaloo, le popping et d'autres formes de danse de rue ont alors infusé dans la vie de la jeunesse expatriée samoane.
En 1990, Kosmo, un descendant d'expatrié californien de retour au pays, et deux Samoans ont créé The Mau, un groupe de hip-hop nommé d'après l'organisation qui a poussé à l'indépendance des Samoans sous les administrations coloniales allemande et néo-zélandaise. Bien que le nom soit ancré dans l’histoire samoane, il démontre les influences américaines. Semblable au mouvement de conscience noire aux Etats-Unis, la devise du mouvement Mau aux Samoa est Samoa Mo Samoa « Samoa pour les Samoans ». Le groupe a continué à articuler un nationalisme culturel samoan diasporique en s'appuyant sur leur connaissance de l'histoire samoane, ainsi que sur les histoires populaires du mouvement Black Power qui circulent dans le hip-hop américain. Leur combinaison d’héritage samoan et d’iconographie américaine a influencé de nombreux groupes qui ont suivi.
Les Samoans à l'étranger ont acquis une certaine renommée musicale. La Boo-Yaa TRIBE  a été brièvement proche du courant dominant américain, et les Sœurs Samoanes ont trouvé une renommée plus durable en Nouvelle-Zélande. Les émissions My Idol et Samoa Star Search sont devenues d'importants concours musicaux aux Samoa. La musique samoane moderne présente l'influence des instruments électriques, du jazz et du reggae, et même de certains styles house et techno.

## Hymnes nationaux
Depuis 1950 l’hymne officiel des Samoa américaines est « Amerika Samoa », composé par Napoleon Andrew Tuiteleleapaga (en) et dont les paroles sont écrites par Mariota Tiumalu Tuiasosopo.
Depuis 1962, « The Banner of Freedom » (en français « La bannière de la liberté ») est l’hymne officiel des Samoa composé par Sauni Iiga Kuresa. Il rend hommage au drapeau des Samoa.

## Renommée internationale
Les Samoa produisent des artistes connus internationalement. Le groupe Past To Present / Ilanda (1990-2006) (composé à l'origine de trois Samoans et d'un Maori : Frank Laga'aia, Lennie Keller, Norman Keller et Leighton Hema) connaît un succès commercial aux Samoa, en Nouvelle-Zélande, en Australie et aux États-Unis ; sa réussite n'ayant encore été égalée par aucun groupe insulaire.
Kulcha est un groupe avec un parcours et un succès similaires, basé à Sydney, qui a produit deux albums avant de se dissoudre.
The Katinas, dont les parents sont des pasteurs de l'Assemblée de Dieu, ont déménagé aux États-Unis et sont un groupe de gospel samoan populaire. Il s'est produit au Junior Youth Christian Program à Melbourne, en Australie, en 2005.